# Anália Franco
Anália Emília Franco Bastos, más conocida como Anália Franco (Resende, 1 de febrero de 1856 — São Paulo, 20 de enero de 1919 )  fue una profesora, periodista, poeta, escritora, dramaturga,  y filántropa brasileña.
De su enorme obra, fundó más de setenta escuelas, y una veintena de asilos para huérfanos, dos albergues diurnos, una colonia regeneradora, una banda musical femenina, orquestas, grupos dramáticos.  En la ciudad de São Paulo, fundó una importante institución de auxilio para mujeres de la región, antes en el centro, hoy en el "Barrio Jardín Anália Franco.  Falleció víctima de la pandemia de gripe de 1918.

Não há vida feliz, individual ou coletiva sem ideal... (No hay vida feliz, individual o colectiva sin ideal...)

A verdadeira caridade não é acolher o desprotegido, mas promover-lhe a capacidade de se libertar (La verdadera caridad no es acoger al desprotegido, sino promover su capacidad de liberarse)

## Biografía
Su nombre de soltera era Anália Emília Franco. Y luego de su matrimonio con Francisco Antônio Bastos, se puso Anália Franco Bastos.
En 1872, a los 16 años de edad, se diplomó como maestra normalista. Y en un concurso promovido por la Cámara de São Paulo, logró la aprobación para ejercer el cargo de profesora de primaria.  En esa época, había entrado en vigor la Ley de Vientre Libre en el país (1871) y, habiendo tomado conocimiento de que los niños no nacidos de esclavos iban a ser enviados a la rueda de exposición en la Santa Casa de Misericórdia, Anália se movilizó, usando su talento de escritora para dirigirse a las esposas de los latifundistas, y a su vez logró cambiar su cargo en la capital paulista por otro, en el interior, a fin de socorrer a las criaturas necesitadas.
Gracias a la ayuda de una de esas latifundistas, en un barrio de una ciudad al norte del Estado de São Paulo obtuvo una casa para instalar una escuela primaria. Pero, esa persona intentó imponerle la condición de segregar entre niños blancos y descendientes de africanos para la cesión gratuita del inmueble, Anália se negó rotundamente, y comenzó a pagar un alquiler. Y así, todas las criaturas estuvieron juntas. En esa primera "Casa Maternal", se pasó a recibir tanto a criaturas que le golpeaban la puerta,  llevadas por parientes, o recogidas en los caminos de la región. Aquella, resentida con la altivez de la joven profesora y, viendo que su casa, ahora alquilada, se transformase en un albergue, recurrió al prestigio de su marido (un "coronel"), y este obtuvo la remoción de Anália.  Yendo a la ciudad, alquiló una vieja casa, consumiendo con esas expensas la mitad de su salario. Como el restante era insuficiente para alimentar a las criaturas, no hesitó en ir personalmente a pedir limosnas para proveerles, a los que refería cariñosamente, en sus escritos, como "mis alumnos sin maestros".  En un periódico local anunció que, al lado de la escuela pública, había un pequeño "abrigo" para criaturas desamparadas. Si bien esas prácticas conmovían negativamente, al sector conservador de la ciudad, Anália obtuvo el apoyo de un grupo de abolicionistas y republicanos.
De ese modo, a lo largo del tiempo, habiendo implantado algunas Escuelas maternales en el interior del Estado, volvió a la capital paulista, apoyada por grupos abolicionistas y republicanos.  Su prestigio en el seno del profesorado era grande, y aumentó notablemente cuando finalmente fue decretada la abolición de la esclavitud (1888) y luego la proclamación de la República (1889). Con esas buenas novedades, Anália se encontró con dos grandes escuelas gratuitas para niños y niñas. Debido a su preocupación con la niñez desamparada, la llevó a fundar una revista propia, titulada "Álbum das Meninas", cuyo primer número llegó al público el 30 de abril de 1898; y, el artículo fundacional de ese número tenía el título "Às mães e educadoras (Las maestras y educadoras)".
Poco después, con el apoyo de veinte señoras, fundó el Instituto educacional "Associação Feminina Beneficente e Instrutiva", el 17 de noviembre de 1901, en Largo do Arouche.  Esa Asociación Femenina mantenía un bazar en la calle del Rosario N.º 18, para la venta de artefactos producidos en sus talleres,  y una sucursal de ese establecimiento se ubicó en Ladeira do Piques N.º 23.
Luego creó varias "Escuelas Maternales", y "Escuelas Elementales"; además instaló, con solemne inauguración el 25 de enero de 1902, el "Liceo Femenino", destinado a instruir y preparar profesoras para la dirección de aquellas escuelas, con una cursada de dos años para profesoras de "Escuelas Maternales",  y de tres años para las de "Escuelas Elementales".
Durante el curso de sus actuaciones, publicó numerosos folletos y opúsculos referentes a los cursos administrados en sus escuelas,  y tratados sobre la infancia, en la que los maestros encontraban formas de desarrollar las facultades morales y emocionales de los niños, como parte del proceso educativo. Su opúsculo "O Novo Manual Educativo", estaba dividido en tres partes: Infancia, Adolescencia, Juventud.
El 1 de diciembre de 1903, comenzó la publicación "A Voz Maternal", revista mensual con una tirada de 6.000 ejemplares, impresa en talleres propios, expresiva de la época.
Anália Franco mantuvo "Escuelas Reunidas" en la capital; y "Escuelas Aisladas" en el interior del Estado, Escuelas Maternales, Guarderías en la capital y en el interior del Estado, bibliotecas anexas a las escuelas, Escuelas Profesionales de Arte Tipográfico, Curso de Teneduría de libros, Práctica de Enfermería y Odontología, de Lenguas (francés, italiano, inglés, alemán); Música, Diseño, Pintura, Pedagogía, Costura, Bordados, Flores Artificiales, Sombreros, en un total de 37 instituciones.
Su producción literaria comprende también tres novelas: "A Égide Materna", "A Filha do Artista", "A Filha Adotiva", además de numerosas piezas teatrales, diálogos, varias poesías, destacándose "Hino a Deus", "Hino a Ana Nery", "Minha Terra", "Hino a Jesus", y otros.
Em 1911 consiguió, sin recursos financieros, adquirir la "Chacra Paraíso",  con 75 alqueires (180 ha) de tierra, en parte bosques y matorrales, y con varias mejoras, como una vieja casa que había pertenecido a Diogo Antônio Feijó. En ese espacio se fundó la "Colonia Regeneradora D. Romualdo", aprovechando el caserón, el granero y la barraca antigua de esclavos, bajo dirección femenina, y los sectores de campo más aptos para agricultura, horticultura, y otras actividades agropastorales, recogiendo a niñas irregulares, por lo tanto regeneraron a cientos de ellas.
Al final de su vida, había constituido 71 Escuelas, dos albergues, una colonia regeneradora para mujeres, 23 asilos para húerfanos, una Banda Musical Femenina, una orquesta, un Grupo Dramático, además de oficinas para manufactura en 24 ciudades del interior y de la capital.
Murió cuando había tomado la decisión de viajar a Río de Janeiro a fundar otra institución, proyecto que sería materializado por su esposo, con la fundación del "Asilo Anália Franco".